# Ruth Kalén
Ruth Euphrosyne Kalén, ogift Jerlow, ursprungligen Johnsson, född 14 augusti 1889 i Västra Sallerups församling, död 18 december 1959 i Kristianstad, var en svensk tecknare och målare.
Hon var dotter till grosshandlaren Nils Johnsson och Ingrid Åkerman och från 1914 gift med John Arvid Einar Kalén. Hon studerade konst vid Skånska målarskolan 1941–1944 och under studieresor till Belgien, Luxemburg och Frankrike. Hon medverkade i samlingsutställningar i Åhus och Kristianstad. Hennes konst består av stilleben, stadsbilder och landskap i en naivistisk karaktär. 